# Верхњеколимски рејон
Верхњеколимски рејон или Верхњеколимски улус (рус. Верхнеколымский район, јакут. Үөһээ Халыма улууhа) један је од 34 рејона Републике Јакутије у Руској Федерацији. Налази се на сјевероистоку Јакутије и има површину од 67.800 км².
Рејон се граничи са Средњеколимским рејоном на сјеверу и сјевероистоку, Магаданском области на истоку и југу, Момским рејоном на западу и Абијиским рејоном на сјеверозападу. Централни дио је равничарски, на југозападу су планине Арга-Тас и Осалински гребен, на истоку је Јукагирска висоравни, на сјеверозападу је Ожогинска долина. 
Главна ријека рејона је Колима са њеним притокама. 
Рејон је током историје био познат по козачким селима и затворима за декамбристе. Данас је рејон препознатљив по бројним рудницима угља, а рударство је и најважнија грана привреде у рејону.
Административни центар је село Зирјанка. (рус.Зырянка.).
Укупан број становника рејона је 4.712 људи (2010). Становништво су Руси, Јакути, те Украјинци, Јукагири и Евени. 